# Keep Yourself Alive
„Keep Yourself Alive” – utwór brytyjskiego zespołu Queen, napisany przez gitarzystę zespołu, Briana Maya. Znalazł się na debiutanckim albumie grupy, Queen (1973). Był to również pierwszy singiel zespołu (z utworem „Son and Daughter” na stronie B). W 2011 r. ukazał się remaster utworu na singlu ze zremasterowaną wersją utworu „Stone Cold Crazy” na stronie B.
Wykonanie na żywo można znaleźć na albumach: Live At The Rainbow (1974), A Night At The Odeon (1975), Live Killers (1979) i We Will Rock You (1981).
Utwór był wykonywany na wszystkich trasach koncertowych oprócz: Hot Space Tour I Magic Tour.